# Erik Benzelius den yngre
Erik Benzelius den yngre, född 27 januari 1675 i Uppsala, död 23 september 1743 i Linköping, var en svensk teolog. Han var biskop i Göteborgs stift 1726–1731, i Linköpings stift 1731–1742 och ärkebiskop 1742–1743 samt talman i prästeståndet från 1740.

## Familj
Erik Benzelius den yngre var son till ärkebiskopen Erik Benzelius den äldre och Margaretha Odhelia (1653–1693), vars far var Erik Odhelius professor och biskop och mormorsfar var ärkebiskop Petrus Kenicius och kom från den s.k. Bureätten. Benzelius var gift med Anna Swedenborg, dotter till biskop Swedberg och syster till den bekante Emanuel Swedenborg, samt via sin mor avlägset släkt med maken såsom Bureättling.
Benzelius fick tio barn med sin hustru, bland vilka biskopen Carl Jesper Benzelius blev den mest berömde. Sonen Erik Benzelstierna var bergsråd och grundade järnmanufakturverket i Böksholm. Han var även far till Greta Benzelia, samt svåger till Zacharias Esberg den yngre.

## Utbildning

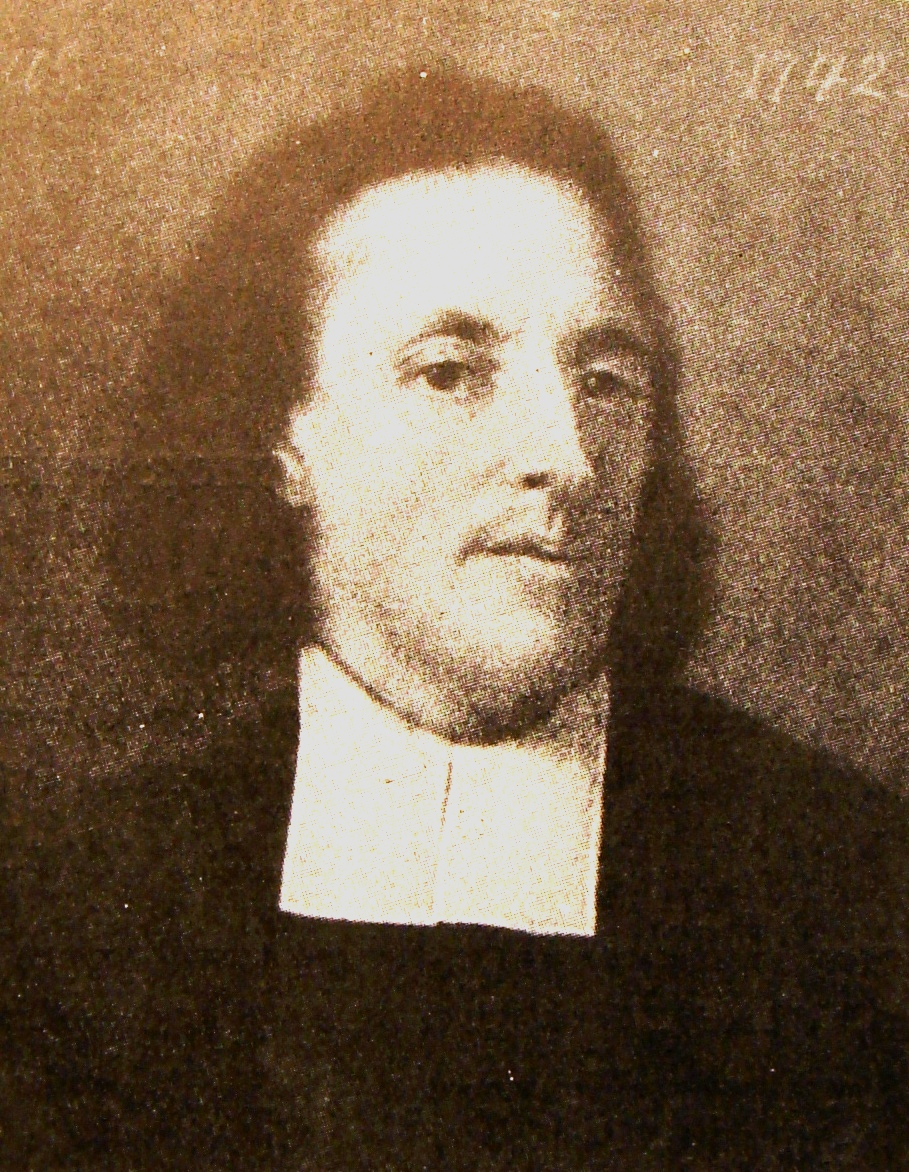
Erik Benzelius den yngre

Under faderns överinseende var den bekante Laurentius Molin, sedermera domprost, hans förste lärare. Den andre var D. Gadd, sedan lektor i Strängnäs. Till Benzelius utbildning bidrog jämväl umgänge med den lärde Sparfvenfeldt, samt besök vid främmande universitet och hos utländska lärde. Sönerna till ärkebiskop Erik Benzelius d.ä. fick liksom fadern fortsätta sina studier utomlands. Erik Benzelius d.y. var med understöd av ett kungligt stipendium frånvarande 1697–1700 och gjorde då bekantskap med Leibniz, Thomasius, Malebranche och flera andra av tidens berömda lärda. Han riktade sin forskning i synnerhet på bibliotekens skatter och köpte upp eller skrev av gamla klassiska författares handskrifter.
Återkommen blev han 1702 utnämnd till bibliotekarie vid Uppsala universitet. Han ordnade dess samlingar så att deras skick blev bättre och fullständigare än de hade varit tidigare, och han lät anskaffa de första grekiska manuskripten. Men han var inte bara en stor bok- och myntkännare, han hade även vunnit vidsträckta kunskaper i många andra lärdomsgrenar, särskilt i svensk historia och klassisk litteratur. Han höll föreläsningar i litteraturhistoria och blev stiftare av Kungliga Vetenskaps-Societeten i Uppsala.

## Karriär som präst och akademisk gärning
Med 1720-talet börjar ett nytt skede i den Benzelius levnad. Sedan han 1719 blivit teologie doktor och fått ett prebendepastorat, utnämndes han 1723 till professor i teologi, men kallades redan 1726 att intaga biskopsstolen i Göteborg, vilken han 1731 fick utbyta mot samma plats i Linköping.
Mellan de trägna stiftsgöromålen, som aldrig eftersattes, fortfor han med sina litterära sysselsättningar och underhöll en vidsträckt brevväxling med in- och utländska vetenskapsmän, vilket den 1791 av Lidén utgivna Brefvexling mellan ärkebiskop Erik B. d. y. och dess broder, censor librorum Gustaf Benzelstierna vittnar. Bland hans skrifter kan nämnas: Supplementa homiliarum Joannis Chrysostomi (1708), Monumenta historica vetera ecclesiae suiogothicae (1709), Joannis Vastovii Gothi vitis aquilonia (1708), Diarium wazstenense (1721), Philo Judaeus, graece et latine cum notis Th. Mangey (London 1742), Ulphilae sacrorum evangeliorum versio gothica ex cod. argenteo cum interpretatione latina et annotationibus (Oxford 1750), Utkast till svenska folkets historia (utgiven av sonen biskop Benzelius 1762). Slutligen bör nämnas, att Benzelius efterlämnade många liktal och predikningar.
Han var både en för sin tid framstående och ovanligt kritisk författare och blev så en av de förnämste främjarna av den litterära uppblomstring, som utmärker frihetstiden.
För övrigt ägnade Benzelius sin uppmärksamhet åt allt, som han ansåg kunde vara till nytta för Sverige. Han började skaffa statistiska uppgifter om folkmängden i de stift, vilkas styresman han var – en början till det verk, som sedan anförtroddes åt Statistiska tabellkommissionen – och uppmanade rikets präster att samla de särskilda landskapsdialekterna. Han var en av de första som till Sverige införskrev engelska får, han ivrade för näringarnas främjande samt fäste Swedenborgs och genom hans bemedling Karl XII:s uppmärksamhet på biskop Brasks brev, vari talas om åstadkommandet av en genomfart från Östersjön till Västerhavet.

## Politisk gärning
Vald riksdagsman 1723, uppträdde Benzelius sedermera såsom självskriven sådan vid de följande riksmötena och slutligen vid 1740 och 1742 års riksdagar såsom prästeståndets talman. Han var en bland dem, som gick i spetsen för motståndet mot den kontroversielle teologen Johann Konrad Dippel, och skrev själv emot dennes läror.
1738 fick han, på grund av prästeståndets uppdrag, förehålla kung Fredrik I hans olovliga sammanlevnad med Hedvig Taube, och vid den följande riksdagen väckte han, på drottningens begäran, åter fråga om samma sak, varpå ståndet dels lät avfatta en skriftlig föreställning till kungen, som dock förklarade, att han inte ville ta emot densamma, dels lät ge fröken Taube en varning. Benzelius tycks inte ha älskat det politiska livet, även om han var en av hattpartiets chefer.
Det sades att "Den forne Jutehataren (E. Benzelius d. y.) har .. efter tidens lägenhet från Holsteinare blifvit Skandinav." 

## De sista åren
Benzelius hälsa avtog märkbart under den siste riksdagen han bevistade. I september 1742 utnämndes han efter Johannes Steuchius död till ärkebiskop, men hann aldrig tillträda ämbetet.
Han hemkom ifrån riksdagen sjuk till Linköping och avled där den 23 september 1743. År 1740 hade han blivit vald till ledamot av den 1739 stiftade Vetenskapsakademien och uppträdde år 1743 såsom dess praeses. Åt Linköpings gymnasie-bibliotek, den tiden uppställt i domkyrkans östra kor, hade han under sina sista år ägnat nitisk vård, och han valde detta älskade ställe till sin gravplats. Hans dyrbara boksamling lämnades av arvingarna för billigt pris till gymnasie-biblioteket, till vilket sedan jämväl hans brev- och handskriftsamlingar, förtecknade i det 1791 av Lidén utgivna "Repertorium Benzelianum", skänktes av hans son. På 1755–56 års riksdag beslöt ständerna, att Benzelii byst skulle uppställas på Kungliga biblioteket i Stockholm.
Han ligger begraven i Linköpings domkyrka.